# Helsinki Open 2017
Die Helsinki Open 2017 fanden vom 24. bis zum 26. November 2017 in Helsinki statt. Es war die zehnte Austragung dieser internationalen Meisterschaften von Finnland im Badminton.

## Sieger und Platzierte
| Disziplin    | Gold                             | Silber                              | Bronze                            |
| ------------ | -------------------------------- | ----------------------------------- | --------------------------------- |
| Herreneinzel | Mika Köngäs                      | Anton Monnberg                      | Justus Kilpi                      |
| Herreneinzel | Mika Köngäs                      | Anton Monnberg                      | Jesper Paul                       |
| Dameneinzel  | Anna Paavola                     | Hanna Karkaus                       | Heini Ihalainen                   |
| Dameneinzel  | Anna Paavola                     | Hanna Karkaus                       | Nella Siilasmaa                   |
| Herrendoppel | Oskari Larkimo Tuomas Nuorteva   | Anton Monnberg Jesper Paul          | Jesper von Hertzen Mika Köngäs    |
| Herrendoppel | Oskari Larkimo Tuomas Nuorteva   | Anton Monnberg Jesper Paul          | Petri Einamo Pekka Ryhänen        |
| Damendoppel  | Tuuli Härkönen Elina Niiranen    | Henna-Leena Lindberg Pihla Lindberg | Hanna Karkaus Johanna Luostarinen |
| Damendoppel  | Tuuli Härkönen Elina Niiranen    | Henna-Leena Lindberg Pihla Lindberg | Anna Paavola Linnea Vainula       |
| Mixed        | Tuomas Nuorteva Karoliine Kaisti | Julius von Pfaler Tuuli Härkönen    | Mika Köngäs Elina Niiranen        |
| Mixed        | Tuomas Nuorteva Karoliine Kaisti | Julius von Pfaler Tuuli Härkönen    | Jere Övermark Inalotta Suutarinen |